# Gert Brodin
Gert Brodin, född 14 december 1963, är professor i fysik vid Umeå universitet. 1983 började han studera matematik och fysik vid Umeå universitet, och tog 1986 en filosofie kandidatexamen. Fyra år senare disputerade
han på en avhandling om parametriska instabiliteter i plasmor. Han tillbringade fyra månader vid University of Maryland i Washington. 1995 fick Brodin en lektorstjänst vid samma universitet. 1999 fick Gert brodin Kungliga Skytteanska samfundets pris samt Young physicist medal and certificate (ett internationellt pris till en yngre
plasmafysiker). 
I Festskriften från Årshögtiden vid Umeå universitet den 30 oktober 2004 beskrivs Gert Brodins forskning på följande sätt:
"Studier som är en utblick i universum Fast, flytande och gasform är materietillstånd som är välkända för alla. Det fjärde tillståndet – plasmat – är inte lika bekant. Detta uppstår när en väsentlig del av elektronerna frigörs från atomkärnorna i en het gas (atomerna joniseras) så att gasen blir elektriskt ledande. Dess elektromagnetiska egenskaper blir då radikalt förändrade. Plasmor är förhållandevis sällsynta på jorden (till exempel blixturladdningar, lysrör och laboratorieplasmor) men vanliga i universum. Tillämpningar på plasmafysik inkluderar kontrollerad termisk fusion – att försöka åstadkomma systematisk sammanslagning av tunga vätekärnor i laboratorium för energiutvinning samt radiokommunikation. Fram till 1998 studerade Gert Brodin i första hand vågutbredning i plasmor. På senare år har han bland annat även studerat gravitationsvågors utbredning (gravitationsvågor är små störningar av rumtiden som förutsägs av Einsteins allmänna relativitetsteori) och foton-foton-spridning, alltså spridning av enstaka ljuspartiklar. Ett uppmärksammat resultat rör möjligheten att detektera foton-foton-spridning i mikrovågskaviteter (kan enklast liknas vid en avancerad form av mikrovågsugn)."
Gert Brodin är sedan 2012 ledamot i Kungliga Vetenskapsakademien.  